# DAF XF
DAF XF är en serie lastbilar tillverkade av DAF sedan 1997. Alla vänsterstyrda lastbilar tillverkas i Eindhoven i Nederländerna medan alla högerstyrda tillverkas av Leyland Trucks i Leyland i England.
År 2007 vann årsmodellen DAF XF105 Truck of the Year. Modellen har en 12,9 liters motor och ZF AG-växellåda i både manuell och automatisk form.
DAF tillverkade även en militärversion av DAF XF95, kallad DAF SSC.

## Galleri

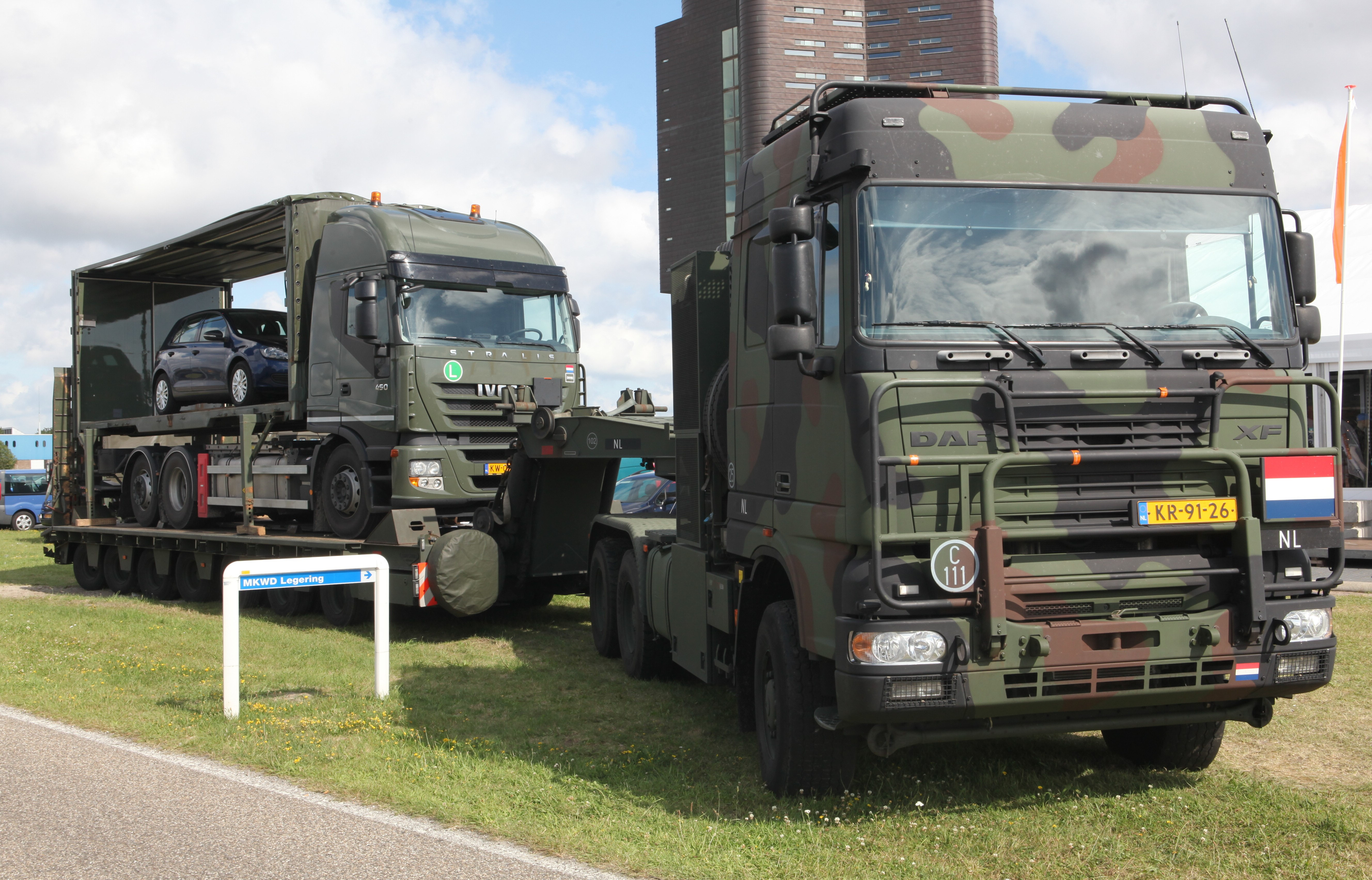
En DAF XF95 Tropco från Nederländernas försvarsmakt.
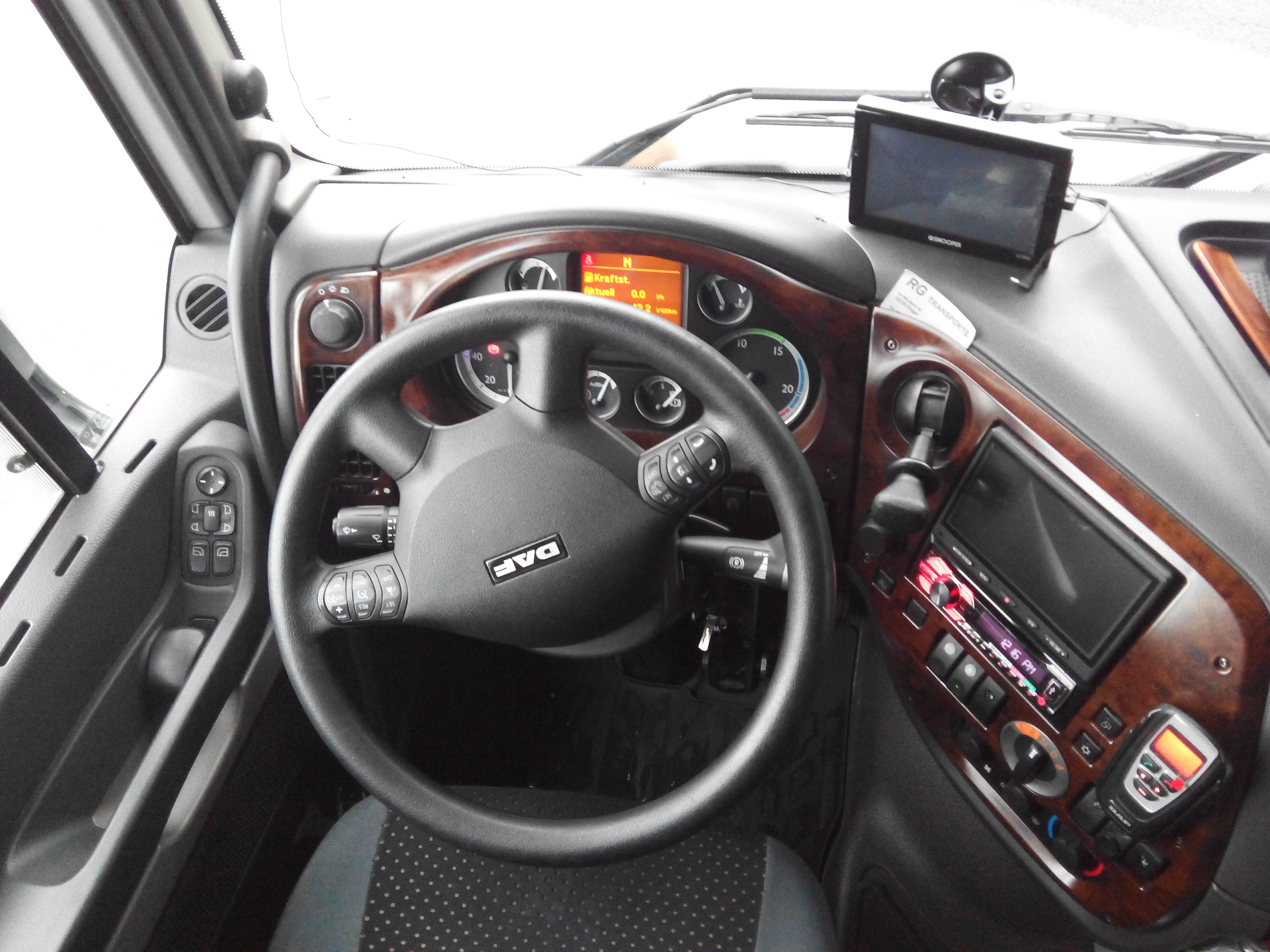
Interör av DAF XF105.
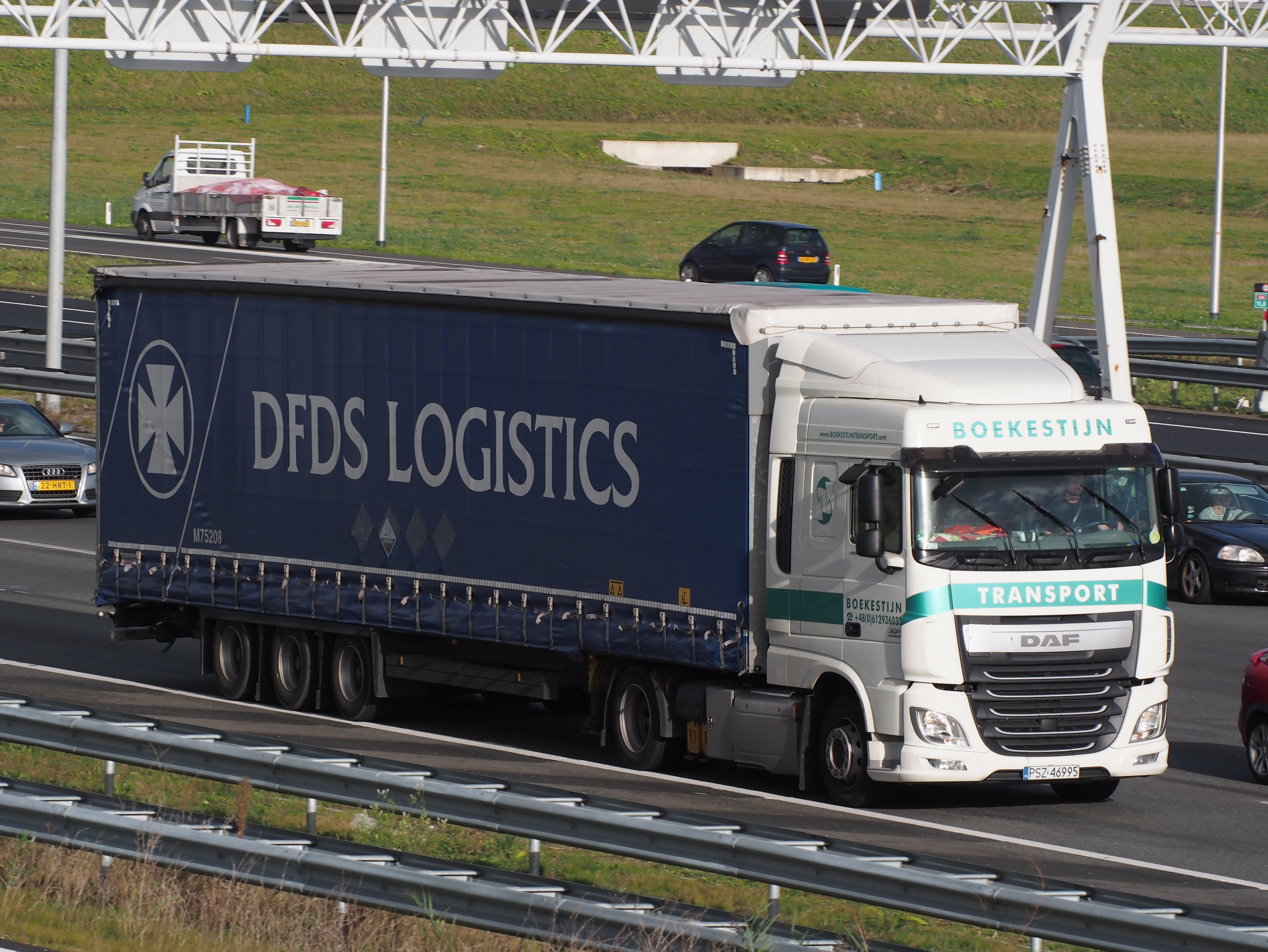
DAF XF106 i Nederländerna.